# Фёдоров, Георгий Георгиевич
Гео́ргий Гео́ргиевич Фёдоров (1 (13) апреля 1878, Киев — 31 октября 1938) — член II Государственной думы от Киевской губернии, меньшевик.

## Биография

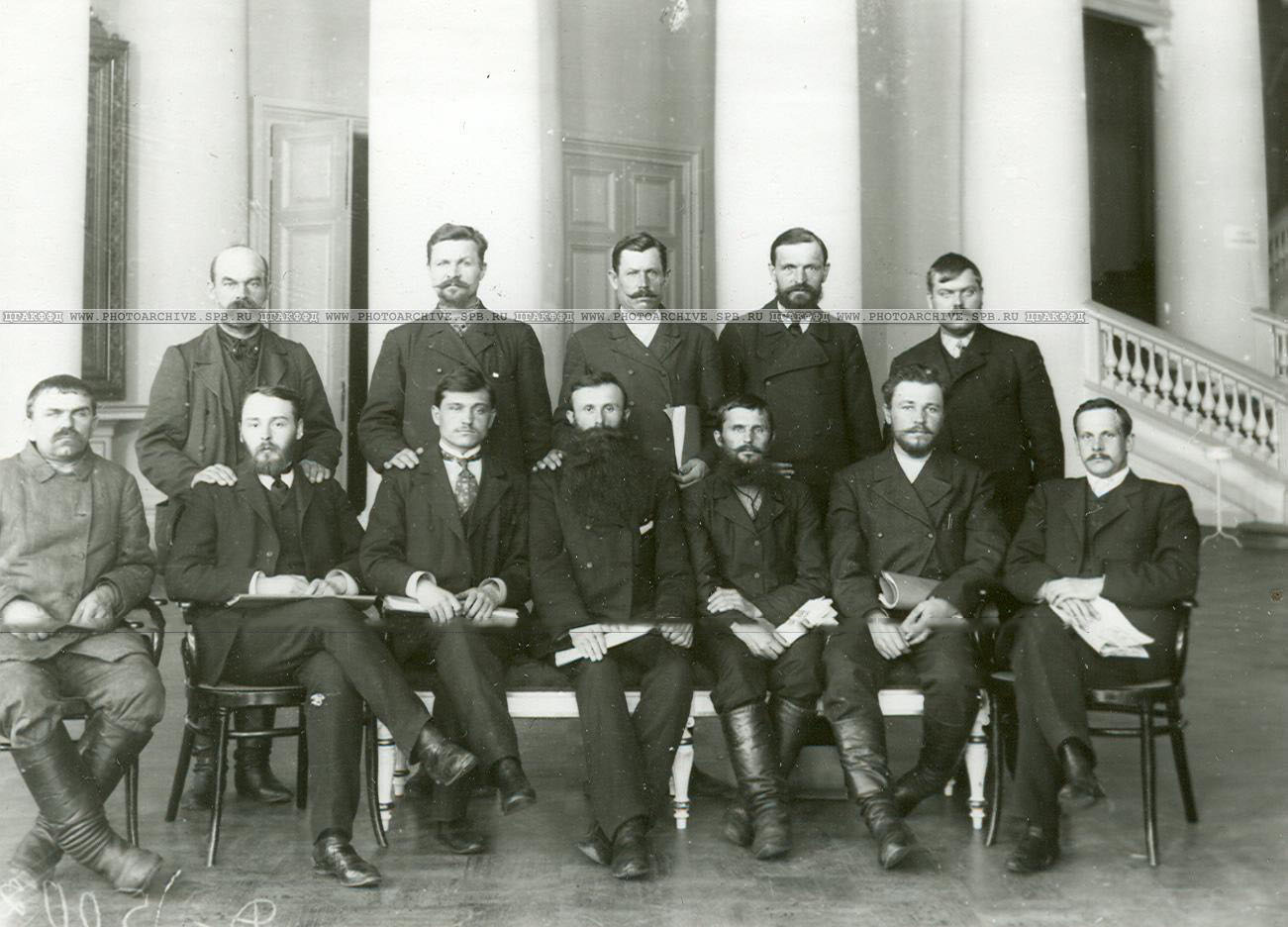
Депутаты 2-й Государственной думы от Киевской губернии. Стоят: Нечитайло С. В., Маляренко К. Е., Военный М. Ф., Михайлюк И. А., Снигирь П. Ф.; сидят: Чеповенко З. Я., Кириенко И. И., Вовчинский М. Н., Гуменко И. А., Сахно В. Г., Краселюк И. Н., Фёдоров Г. Г.

Родился в 1878 году в Киеве. Сын чиновника.
Окончил киевское Александровское ремесленное училище.
Состоял преподавателем ремесел в Фастовском двухклассном училище в Киеве. Был членом РСДРП, меньшевиком.
В 1907 году был избран членом II Государственной думы от Киевской губернии. Входил в социал-демократическую фракцию. Состоял членом комиссий: по исполнению государственной росписи доходов и расходов и по народному образованию.
В 1938 году жил в Иркутске, был начальником инспекции госкотлонадзора по Восточной Сибири. 21 июня 1938 года арестован. 20 октября того же тройкой УНКВД по Иркутской области приговорен к ВМН по статье 58-1а, 9, 11 УК РСФСР. Расстрелян 31 октября 1938 года.